# Северин, Валерий Александрович
Валерий Александрович Северин (род. 21 сентября 1958, Третий Северный, Свердловская область) — советский и российский барабанщик. Наиболее известен как участник рок-группы «Чайф», в которой играет с 1989 года.

## Биография
Начал играть в школьные годы в местном клубе. Потом учился в Североуральске в ГПТУ-31 по специальности шофёр-автослесарь.
В 1976 году ушёл в армию. Не стал получать диплом с шофёрской специальностью, чтобы оказаться не в автобате, а играть в военном ансамбле. После демобилизации барабанщика оркестра Северин стал барабанщиком. Через год был старшиной в Ансамбле песни и пляски Краснознамённого Дальневосточного пограничного округа. Тогда же познакомился с Владимиром Шахриным, проходившим срочную службу.
В 1981 году Северин поступил в Свердловское музыкальное училище имени П. И. Чайковского, учился игре на барабанах. Одновременно играл в ресторане «Старая крепость». В период работы в «Старой крепости» познакомился с музыкантами группы «Флаг», после чего вошёл в её состав. Принимал участие в записи магнитоальбома «Рок-монолог „Люди“». Через некоторое время, не окончив училище, покинул «Флаг» и уехал в Якутию.
Вернулся в Свердловск весной 1986 года. Устроился в цирк вторым барабанщиком, в оркестр милиции. Тогда же Шахрин предложил Северину место барабанщика в «Чайфе». Летом 1989 года принял приглашение стать барабанщиком группы «Чайф».
6 декабря 2010 года указом губернатора Свердловской области А. С. Мишарина вместе с тремя другими участниками группы был награждён Знаком «За заслуги перед Свердловской областью» III степени

## Личная жизнь
Женат на бывшей барабанщице группы «Ева» Ольге Уфимцевой. Дочь Анастасия и сын Глеб.